# 8621-es mellékút (Magyarország)
A 8621-es számú mellékút egy közel 20 kilométer hosszú, négy számjegyű országos közút Győr-Moson-Sopron vármegye területén; Iván községet összekapcsolja Vitnyéddel és a 85-ös főúttal.

## Nyomvonala
Vitnyéd központjának nyugati részén ágazik ki a 85-ös főútból, annak a 47+200-as kilométerszelvénye közelében. Délnyugat felé indul, Béke utca néven, de alig 200 méter után délnek fordul, így keresztezi mintegy 450 méter után, a belterület déli szélén a Győr–Sopron-vasútvonal vágányait, és így halad el, alig 50 méterrel arrébb az M85-ös autóút felüljárója alatt. A 900-as méterszelvényénél kiágazik belőle kelet felé, Hövej irányába a 8619-es út, 1,6 kilométer után pedig dél-délnyugati irányba fordul. Még jó darabig így halad, erdős külterületek között, már majdnem 5,7 kilométer megtételén van túl, amikor elhagyja Vitnyéd területét.
Csapod határai között folytatódik; 6,3 kilométer után kiágazik belőle egy alsóbbrendű önkormányzati út északnyugat felé, Göbös-major külterületi településrész irányába, majd további közel 2,5 kilométer után éri el a község belterületét. Fő utca néven húzódik végig a falun délnyugati irányban, közben, majdnem pontosan a 9. kilométerénél beletorkollik északnyugat felől a 8622-es út, Fertőszentmiklós irányából, pár lépéssel arrébb pedig csatlakozik hozzá keletről a 8612-es út, Beled felől. Utóbbival mintegy 300 méteren közös szakaszon húzódnak, majd különválnak: a 8612-es nyugatnak fordul, a 85-ös főút pinnyei szakasza irányába, a 8621-es pedig a korábbi irányában halad tovább. Nagyjából 10,4 kilométer után keresztezi az 1979-ben megszüntetett Fertővidéki Helyiérdekű Vasút egykori nyomvonalát, a megszűnt Csapod vasútállomás térségének déli széle közelében, kevéssel ezután pedig elhagyja Csapod legdélebbi házait is.
11,5 kilométer után érkezik Pusztacsalád területére, a községen a 13. és 14. kilométerei között halad végig, déli irányban, Új utca néven. 14,6 kilométer után már Iván határai között húzódik, a község északi szélét 17,4 kilométer megtételét követően éri el. Nagyjából fél kilométer után még egy elágazása következik – a 8623-as út ágazik ki belőle északnyugatnak, Iklanberény felé –, azt elhagyva Fő utca néven vezet a központ felé, többé-kevésbé déli irányban. Iván központjában, az egykori Széchenyi-kastély előtt ér véget, beletorkollva a 8618-as útba, annak a 8+650-es kilométerszelvénye közelében.
Teljes hossza, az országos közutak térképes nyilvántartását szolgáló kira.gov.hu adatbázisa szerint 18,700 kilométer.

## Települések az út mentén
- Vitnyéd
- Csapod
- Pusztacsalád
- Iván